# Pamětice
Pamětice (deutsch Pamietitz) ist eine Gemeinde in Tschechien. Sie liegt sieben Kilometer nördlich von Boskovice und gehört zum Okres Blansko.

## Geographie

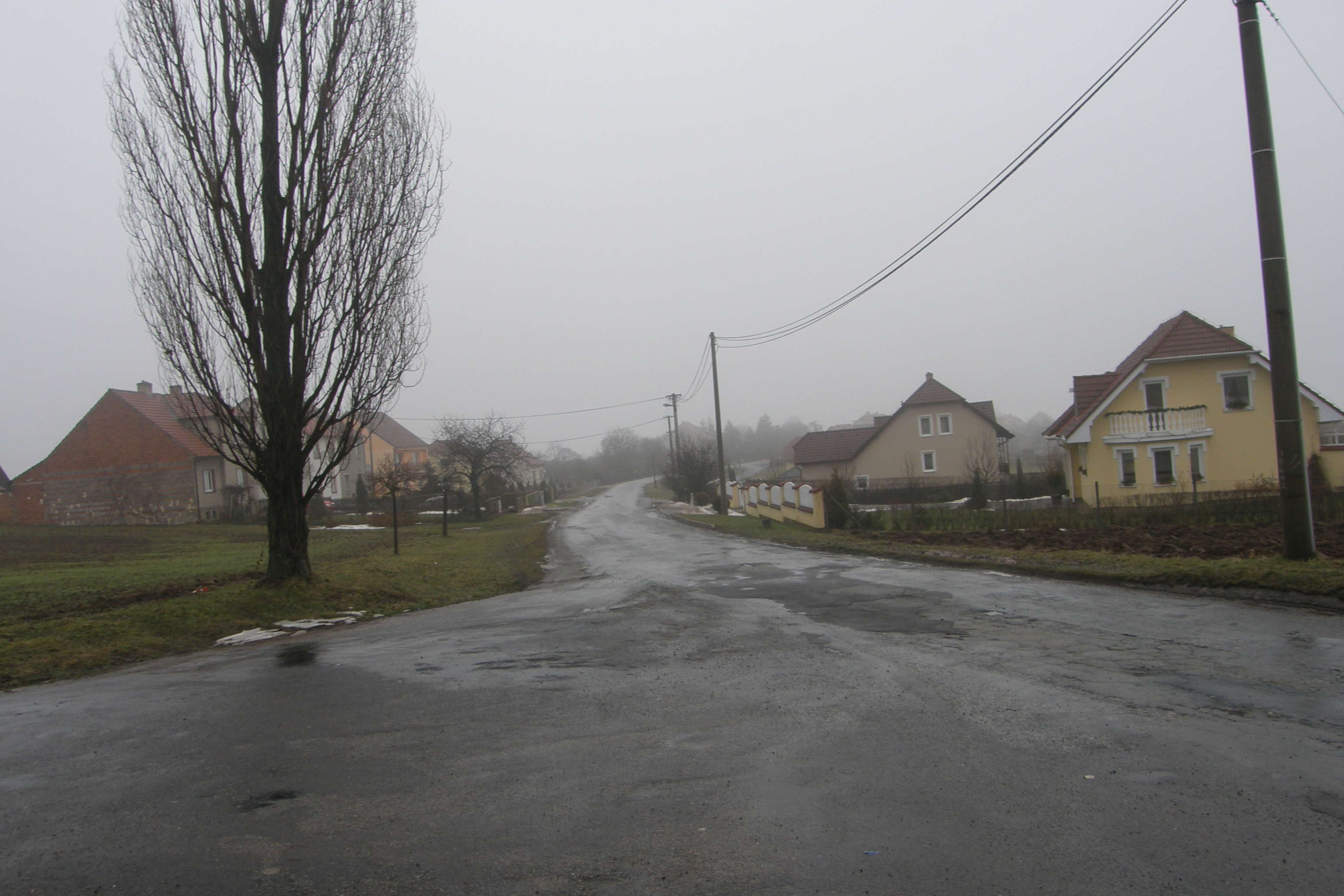
Pametice

Pamětice befindet sich am südlichen Fuße der Podorlická pahorkatina (Adlergebirgsvorland) in der Boskowitzer Furche. Das Dorf liegt in der Quellmulde des Baches Pamětický potok. Westlich erhebt sich die Hora (544 m) und im Nordwesten der Nad Amerikou (553 m); die Hügel werden auch als Pamětické hory bezeichnet. Zwei Kilometer östlich liegt die Trasse der unvollendeten Reichsautobahn Wien-Breslau.
Nachbarorte sind Drválovice im Norden, Vanovice und Světlá im Nordosten, Mořicův Dvůr, Šebetov und Knínice u Boskovic im Osten, Vážany, Sudice und Pastvisko im Südosten, Bačov und Hodiška im Süden, Vísky im Südwesten, Amerika und Andělka im Westen sowie Kochov und Dvorsko im Nordwesten.

## Geschichte
Pamětice entstand im 12. Jahrhundert als eine quadratische Gruppe von vier Anwesen. Nach Paměta, einem der Wirtschaftsbesitzer, wurde die Siedlung als Pamětice benannt. Die erste schriftliche Erwähnung in einer Schenkungsurkunde des Olmützer Bischofs Heinrich Zdik über einen Teil von Pamětice an das Kloster Litomyšl aus dem Jahre 1145 hat sich als ein späteres Falsifikat erwiesen. Gesichert ist eine Erwähnung aus dem Jahre 1233. Im Jahre 1295 verkaufte das Kloster Litomyšl Pamětice an die Propstei auf dem Vyšehrad. Seit 1384 ist mit Benešek von Pamětice das im Dorf ansässige Vladikengeschlecht nachweisbar. Ein Teil des Dorfes gehörte seit dem 14. Jahrhundert den Herren von Boskowitz. Seit 1547 gehörte das gesamte Dorf zur Herrschaft Boskovice. Im Hufenregister von 1677 sind für Pamětice 14 Häuser und neun weitere Liegenschaften ausgewiesen. Das älteste Ortssiegel von Pamietiz stammt aus dem Jahre 1735. Im 18. Jahrhundert wurde das Dorf wesentlich erweitert. Westlich des als Dědina bezeichneten alten Ortskerns entstand die Häusergruppe Příhon, dahinter im Wald die aus acht Chaluppen bestehende Ansiedlung Amerika. Nach Osten hin wurde die Häusergruppe Hřesko angelegt. 1793 bestand der Ort aus 43 Häusern und hatte 197 Einwohner. 1843 lebten in den 40 Häusern des Dorfes 217 Menschen.
Nach der Aufhebung der Patrimonialherrschaften bildete Pamětice ab 1850 eine Gemeinde in der Bezirkshauptmannschaft Boskovice. Im Jahre 1900 hatte das Dorf 258 Einwohner. Mit Beginn des Jahres 1961 wurde Pamětice dem Okres Blansko zugeordnet. Zwischen 1986 und 1990 war Pamětice nach Letovice eingemeindet. Die Gemeinde führt seit 2001 ein Wappen und Banner. Heute besteht Pamětice aus 88 Wohnhäusern.

## Gemeindegliederung
Für die Gemeinde Pamětice sind keine Ortsteile ausgewiesen. Pamětice besteht aus den Ortslagen Dědina, Příhon und Hřesko sowie der Ansiedlung Amerika. Grundsiedlungseinheiten sind Amerika und Pamětice.

## Sehenswürdigkeiten
- Kapelle der Jungfrau Maria, errichtet 1938 anstelle eines Glockenturmes aus dem Jahre 1840. Die Weihe erfolgte 1947.